# Palmarillo, Tamalín
Palmarillo är en ort i Mexiko.   Den ligger i kommunen Tamalín och delstaten Veracruz, i den sydöstra delen av landet, 270 km nordost om huvudstaden Mexico City. Palmarillo ligger 44 meter över havet och antalet invånare är 389.
Terrängen runt Palmarillo är platt, och sluttar norrut. Runt Palmarillo är det ganska glesbefolkat, med 36 invånare per kvadratkilometer. Närmaste större samhälle är Naranjos, 12,8 km söder om Palmarillo. Omgivningarna runt Palmarillo är en mosaik av jordbruksmark och naturlig växtlighet.